# 조나스 블로케
조나스 블로케(프랑스어: Jonas Bloquet, 1992년 7월 10일~)는 벨기에의 배우, 영화 감독이다. 《개인교수》(2008)로 데뷔했으며, 이 영화를 통해 2011년 제1회 마그리트상 신인남우상 후보에 올랐다. 2016년 영화 《엘르》의 뱅상 르블랑 역으로 제42회 세자르상 신인남우상 후보에 지명되었다.

## 출연 작품

### 영화
- 개인교수 (2008, Élève libre)
- 위험한 패밀리 (2013)
- 토네르 (2013)
- 쓰리데이즈 투 킬 (2014)
- 엘르 (2016)
- 발레리안: 천 개 행성의 도시 (2017)
- 더 넌 (2018) - 프렌치 역
- 나 홀로 웨딩 (2018, Seule à mon mariage)
- Par le sang (2018) - 단편
- 세비지 (2018, Les Fauves) - 뱅상 역
- 더 넌 2 (2023)

### 텔레비전
- 트랜스퍼 (2017)
- 1899 (2022)